# Actenodes arizonicus
Actenodes arizonicus är en skalbaggsart som beskrevs av Knull 1927. Actenodes arizonicus ingår i släktet Actenodes och familjen praktbaggar. Inga underarter finns listade i Catalogue of Life.